# Keratoisis projecta
Keratoisis projecta is een zachte koraalsoort uit de familie Isididae. De koraalsoort komt uit het geslacht Keratoisis. Keratoisis projecta werd in 1976 voor het eerst wetenschappelijk beschreven door Grant. 